# Vot pregat
El vot pregat és una modalitat de sufragi en la qual l'elector potencial es veu obligat a "pregar" que li sigui concedit el dret a vot (generalment, a alguna autoritat electoral).
Tot i que presenta certes similituds amb els processos d'inscripció al cens electoral que imposen alguns països per poder votar, es diferencia d'aquests pel fet que, en aquest supòsit, cap autoritat està facultada per negar el sufragi actiu dels electors que s'inscriuen mentre que en el cas del vot pregat, tot i que no es tracti d'una pràctica habitual, en principi, això sí que pot passar.
La seva utilització és molt polèmica tot i estar limitada, en general, als electors residents fora d'una circumscripció o sobretot, d'un país determinat, com per exemple els residents a l'estranger. De fet, en els últims temps, la qüestió dels drets civils (inclosos, els polítics) de les poblacions emigrades (també anomenades comunitats transnacionals) ha generat una línia de debat en la ciència política.

## A Espanya
Entre gener de 2011 i setembre de 2022, els ciutadans espanyols residents a l'exterior, estaven obligats a "pregar" el seu vot. La reforma d'alguns articles de la legislació electoral espanyola (pactada pel Partit Popular i el Partit Socialista Obrer Espanyol, amb suport extern de Convergència i Unió) va obrir la porta a una pràctica que, des d'un primer moment (les eleccions autonòmiques d'Espanya de 2011) va demostrar tenir uns acusats efectes en la participació electoral dels emigrants i expatriats espanyols: l'abstenció (que els detractors del vot pregat argüeixen que és "induïda") va créixer en totes les consultes per sobre del 90% del cens.
Els problemes principals d'aquesta pràctica estan lligats, no només al "prec" en si, sinó a la multiplicació de tràmits per poder votar, a un escurçament irracional dels temps (sobretot, per als espanyols que resideixen fora de la Unió Europea, que és el cas de la meitat dels expatriats) i a la pràctica inexistència d'una publicitat institucional, didàctica i eficient, que expliqui correctament als electors com han de procedir. A més, hi ha un greuge comparatiu de facto, ja que tota aquesta situació no la patien els espanyols residents en el territori nacional. En les eleccions autonòmiques andaluses de març de 2015 hi va haver un 3,5% de participació entre els emigrants andalusos censats, d'un total de 210.150 andalusos censats a l'estranger, tan sols van votar 7386.
En les eleccions europees del 2014, només va participar un 1,84% dels gairebé dos milions de censats a l'estranger. En les eleccions generals de novembre del 2011 va participar un 4,95%, mentre que la participació dels expatriats a les eleccions generals espanyoles de 2008, abans de la llei votar un 31,74% dels censats. Els resultats de les eleccions autonòmiques, generals i europees indiquen que la participació va caure en picat pels errors del sistema i perquè bona part dels votants exteriors ni tan sols rebien les butlletes de vot.
Per aquest motiu, molts catalans a l'exterior es consideraven "ciutadans de segona classe" tot i representar la població de la segona ciutat de Catalunya i deixaven de participar en els comicis any rere any.
Tots els òrgans de l'emigració, de totes les tendències polítiques, s'han mostrat, des de sempre, contraris a l'aplicació del vot pregat fora d'Espanya. No és casual: en els fets, la seva introducció, s'ha complementat altra vella problemàtica electoral de l'exterior: el sufragi passiu. De fet, a conseqüència de l'existència del Cens Electoral de Residents Absents, els ciutadans espanyols de l'exterior, pràcticament mai han pogut escollir a representants propis, que resideixin a l'exterior, coneguin les problemàtiques típiques de l'expatriació i defensin els seus interessos. Resulta per tant lògic que, des que el vot pregat va ser introduït, l'exigència de la seva anul·lació sola anar acompanyada de la reivindicació de la introducció de circumscripcions exteriors en les diferents regions mundials amb població espanyola. Alguns experts en Dret Constitucional, com els professors Xavier Arbós o l'exmagistrat del TC Eugeni Gay, apunten que el vot pregat tal com estava plantejat, podria ser anticonstitucional.
El 21 de setembre de 2022 el Senat va aprovar per unanimitat la reforma de la Legislació electoral espanyola, suprimint el vot pregat per als electors residents a l'exterior, incorporant de mesures destinades a facilitar la participació d'aquests votants.